# Mont Aso
Pour les articles homonymes, voir Aso.
Le mont Aso (阿蘇山, Aso-san) est le plus vaste des volcans du Japon, mais aussi un des plus actifs. Sa caldeira compte parmi les plus grandes du monde. Du fait de sa fréquentation et de son activité fréquente, il présente un risque géologique majeur.

## Géographie

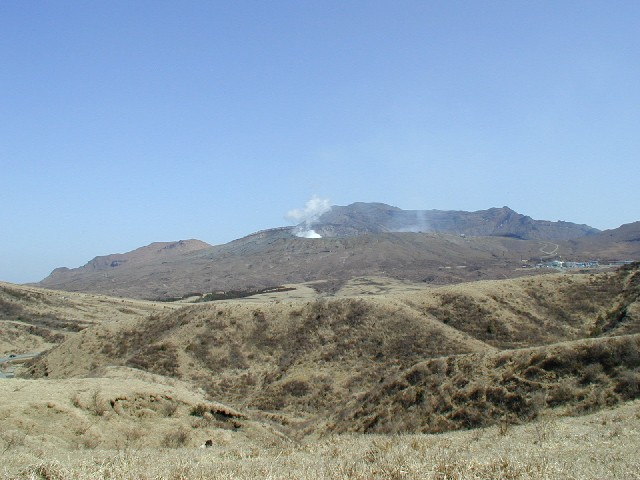
Mont Aso (Nakadake)

Il est situé dans la préfecture de Kumamoto, au centre de l'île de Kyūshū et culmine à 1 592 mètres d'altitude. Il n'est qu'à 75 kilomètres à l’est du mont Unzen et à 150 kilomètres au nord du volcan Sakurajima.
Ce complexe volcanique regroupe en fait une quinzaine de cônes volcaniques au sein d'une caldeira de 25 sur 18 kilomètres. Cette dernière contient entre autres la ville d'Aso ; on estime que la population qui habite dans cette zone s'élève à 100 000 personnes.
Parmi tous les cônes volcaniques, les plus grands sont le Naka-dake (1 506 mètres, le plus actif dans les temps historiques), le Taka-dake (le plus élevé, qui culmine à 1 592 mètres), le Neko-dake (1 408 mètres, estimé le plus ancien), le Kijima-dake (1 270 mètres), le Narao-dake (1 331 mètres) et le Eboshi-dake (1 337 mètres).
Ce volcan présente sur ses flancs plusieurs sources thermales, comme celles d'Akamisu, d'Aso-Uchinomaki, de Jigoku, de Tarutama et de Yunotani.
Le Naka-dake a un cratère d'environ 600 mètres de diamètre et 160 mètres de profondeur. Il contient un lac acide de couleur verte, qui se vidange parfois lors d'éruptions phréato-magmatiques. Ce cratère émet de nombreuses fumerolles.

## Climat
| Mois                                             | jan.       | fév.       | mars       | avril     | mai       | juin      | jui.      | août      | sep.     | oct.      | nov.      | déc.      | année      |
| ------------------------------------------------ | ---------- | ---------- | ---------- | --------- | --------- | --------- | --------- | --------- | -------- | --------- | --------- | --------- | ---------- |
| Température minimale moyenne (°C)                | −4,5       | −3,6       | −0,3       | 5         | 9,8       | 14        | 17,8      | 18,2      | 14,9     | 9         | 3,4       | −2,2      | 6,8        |
| Température moyenne (°C)                         | −1,4       | 0,1        | 3,6        | 8,9       | 13,5      | 16,7      | 20,1      | 20,6      | 17,7     | 12,4      | 6,9       | 1         | 10         |
| Température maximale moyenne (°C)                | 1,9        | 4          | 8          | 13,4      | 17,9      | 20        | 23,4      | 24,3      | 21,5     | 16,5      | 10,7      | 4,6       | 13,8       |
| Record de froid (°C) date du record              | −15,4 1936 | −15,9 1981 | −13,1 1977 | −7,6 1972 | −1 1935   | 5,5 1981  | 9,8 1966  | 10,5 2002 | 4,5 1987 | −4 1997   | −7,7 1970 | −13 1960  | −15,9 1981 |
| Record de chaleur (°C) date du record            | 14 1937    | 16,6 2009  | 19,3 2007  | 23,8 2012 | 27,2 2017 | 27,2 1990 | 29,6 1942 | 29,8 2016 | 28 2003  | 25,1 2005 | 20,7 1947 | 15,8 2004 | 29,8 2016  |
| Ensoleillement (h)                               | 92,1       | 111,8      | 139,8      | 157,7     | 168       | 100,1     | 114,5     | 131,9     | 127,2    | 148,2     | 120,4     | 107,9     | 1 525,4    |
| Précipitations (mm)                              | 93,5       | 132,6      | 215,7      | 230,3     | 272,6     | 712,8     | 634,1     | 348,4     | 287,4    | 133,5     | 122,4     | 86,9      | 3 291,9    |
| dont neige (cm)                                  | 26         | 21         | 9          | 1         | 0         | 0         | 0         | 0         | 0        | 0         | 1         | 14        | 73         |
| Nombre de jours avec précipitations              | 8,9        | 9,4        | 12,4       | 11,5      | 11,7      | 16,7      | 16,5      | 14,6      | 12       | 8,8       | 8,7       | 8,3       | 139,1      |
| dont nombre de jours avec précipitations ≥ 10 mm | 3          | 3,9        | 6,7        | 6,5       | 6,2       | 11,2      | 9,7       | 7,8       | 6,3      | 3,8       | 3,9       | 2,8       | 70,8       |
| Humidité relative (%)                            | 84         | 79         | 76         | 73        | 74        | 86        | 90        | 88        | 85       | 80        | 80        | 82        | 81         |
| Nombre de jours avec neige                       | 6,1        | 5          | 1,9        | 0,2       | 0         | 0         | 0         | 0         | 0        | 0         | 0,3       | 4,1       | 17,6       |

| Diagramme climatique                                  |            |            |            |              |           |               |               |               |            |              |             |
| J                                                     | F          | M          | A          | M            | J         | J             | A             | S             | O          | N            | D           |
| 1,9−4,593,5                                           | 4−3,6132,6 | 8−0,3215,7 | 13,45230,3 | 17,99,8272,6 | 2014712,8 | 23,417,8634,1 | 24,318,2348,4 | 21,514,9287,4 | 16,59133,5 | 10,73,4122,4 | 4,6−2,286,9 |
| Moyennes : • Temp. maxi et mini °C • Précipitation mm |            |            |            |              |           |               |               |               |            |              |             |

## Géologie

### Type éruptif

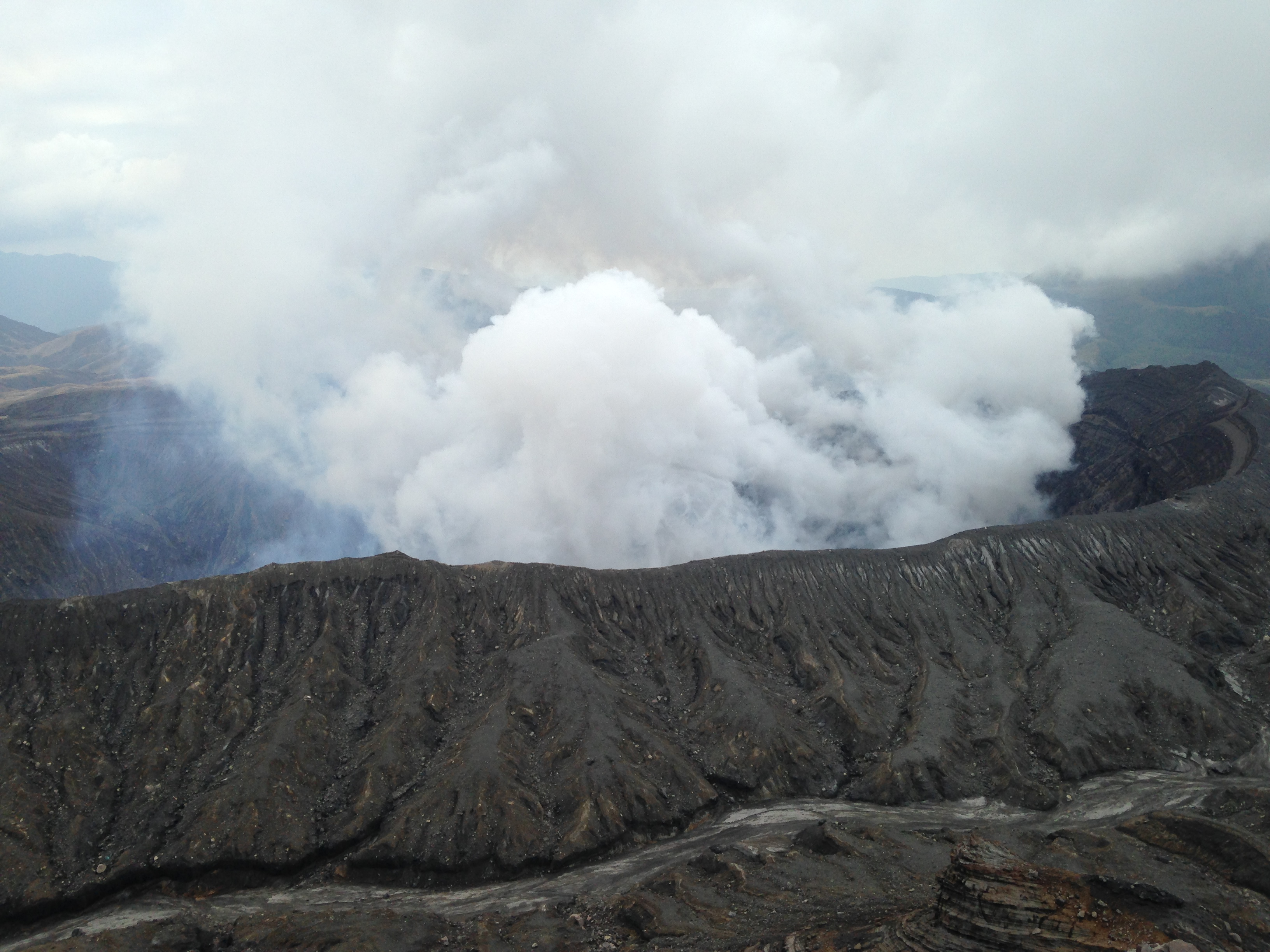
Vue du cratère depuis une zone proche du sommet Naka-dake

Ce volcanisme est dû à une subduction d'arc insulaire. Dans cette zone en effet, la plaque philippine plonge sous la plaque eurasienne.
Le magma produit par le mont Aso a été de type basaltique à dacitique lors de la création de la caldeira, voire rhyolitique par la suite. Actuellement, le Naka-dake ne produit plus que des projections volcaniques de type basaltique à andésitique. Le volcanisme du mont Aso est bimodal : on trouve dans la caldeira des produits d'une série magmatique tholéiitique typique des zones de subduction, mais aussi des produits issus d'une série magmatique calco-alcaline due à une cristallisation fractionnée du magma dans la chambre magmatique.
Les éruptions sont principalement sous forme d’émissions de cendres ou de projections de taille supérieure (scories, bombes), d’explosions stromboliennes (avec ou non des coulées pyroclastiques) ou d'éruptions phréato-magmatiques.

### Histoire éruptive

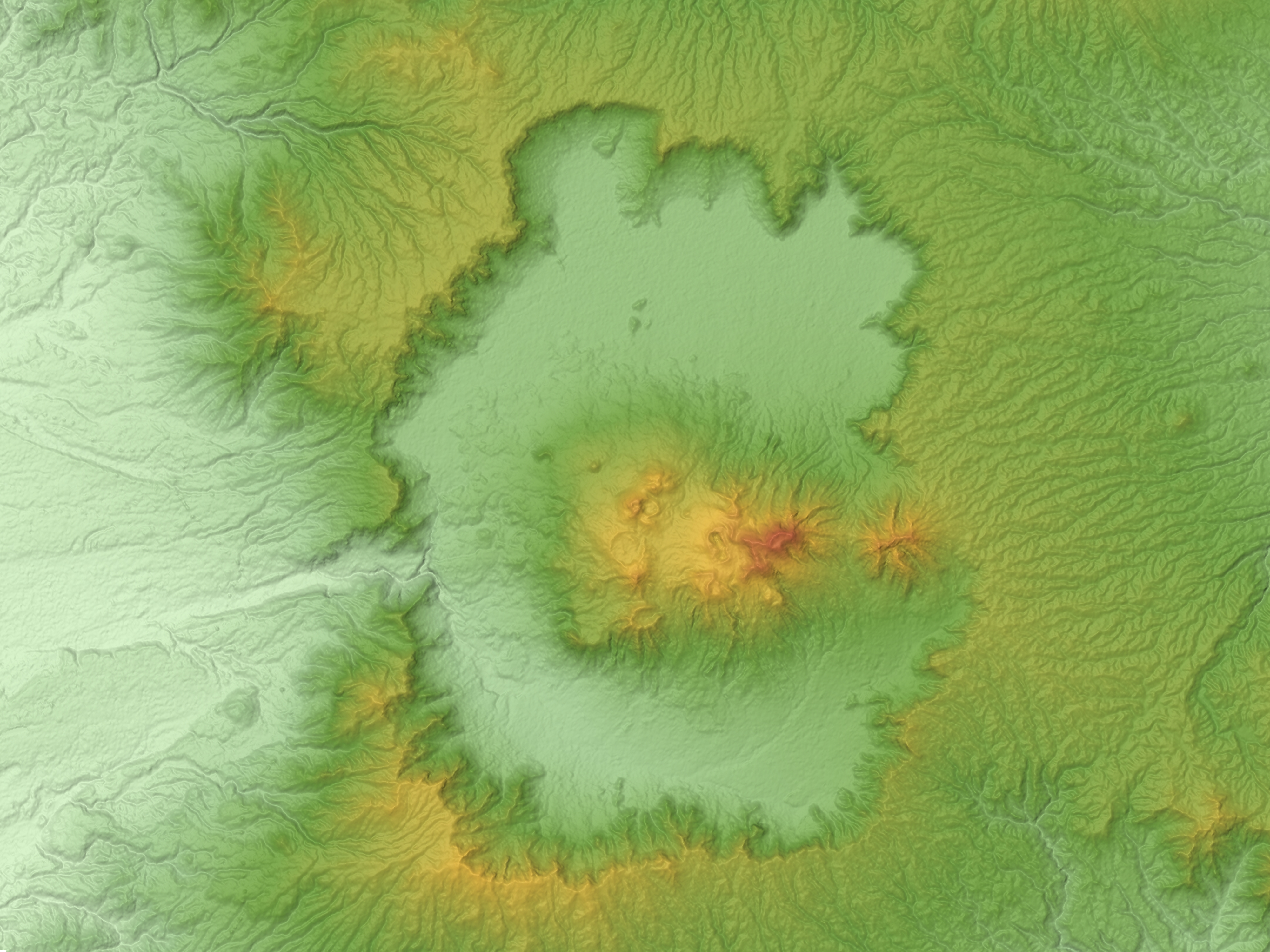
Carte topographique du mont Aso montrant les cônes volcaniques à l'intérieur de la caldeira formée lors des phases Aso 1 à 4.

Entre -300 000 et -80 000 ans, la caldeira s'est formée au cours de quatre phases éruptives (nommées Aso 1 à 4). La première phase produisit de grandes quantités de pierre ponce. La quatrième phase a été la plus importante ; les coulées pyroclastiques alors émises se sont propagées sur la moitié de l'île de Kyushu ; des cendres émises lors de cette éruption ont été retrouvées sur toute l'île, et même jusqu'à la préfecture de Yamaguchi sur l'île de Honshū.
Entre -80 000 et -70 000 ans, la forme actuelle de la caldeira Aso est parachevée. On pense que c'est dans cette période, après la quatrième phase d'effondrement de la caldeira, que se sont formés les principaux cônes cités plus haut, sauf le Neko-dake, jugé antérieur à cette quatrième phase. L'ensemble forme alors un volcan très large (un des plus larges au monde) puisque sa caldeira fait 25 km du nord au sud et 18 kilomètres d'est en ouest et a environ 120 kilomètres de circonférence.
Par la suite, l'ensemble des cônes volcaniques a connu plus de 160 éruptions depuis 533, date de la première éruption volcanique documentée au Japon.
En 1816, une éruption phréatique a lieu ayant le Naka-dake comme point de départ touche la zone de Yonutani, connue pour ses sources thermales.
Par la suite, l'activité volcanique s'est limitée au Naka-dake. En 1827, 1872 et 1957-1958, des éruptions explosives (pourtant modérées) tuent plusieurs personnes. Des éruptions se produisent ensuite en 1965, 1975 et 1980, sans victimes. En 2004, une éruption phréatomagmatique produit une éruption de boue dans le cratère, des cendres sont projetées et atteignent Takamori, à dix kilomètres à l'est. En 2005, une petite activité explosive produit des projections de cendres volcaniques,.
En 2014, le mont Aso connaît différentes phases éruptives et, le 25 novembre 2014, il produit de nouvelles explosions qui nécessitent la hausse du niveau d'alerte. Cette nouvelle éruption oblige les compagnies aériennes Japan Airlines et All Nippon Airways à annuler une grande partie de leurs vols au départ ou à destination de l'aéroport de Kumamoto. Il entre de nouveau en éruption le 14 septembre 2015. Le 8 octobre 2016, un de ses pics entre en éruption pour la première fois depuis 36 ans.
Le 20 octobre 2021, le mont Aso entre en éruption, ne faisant aucun blessé.

### Risques géologiques

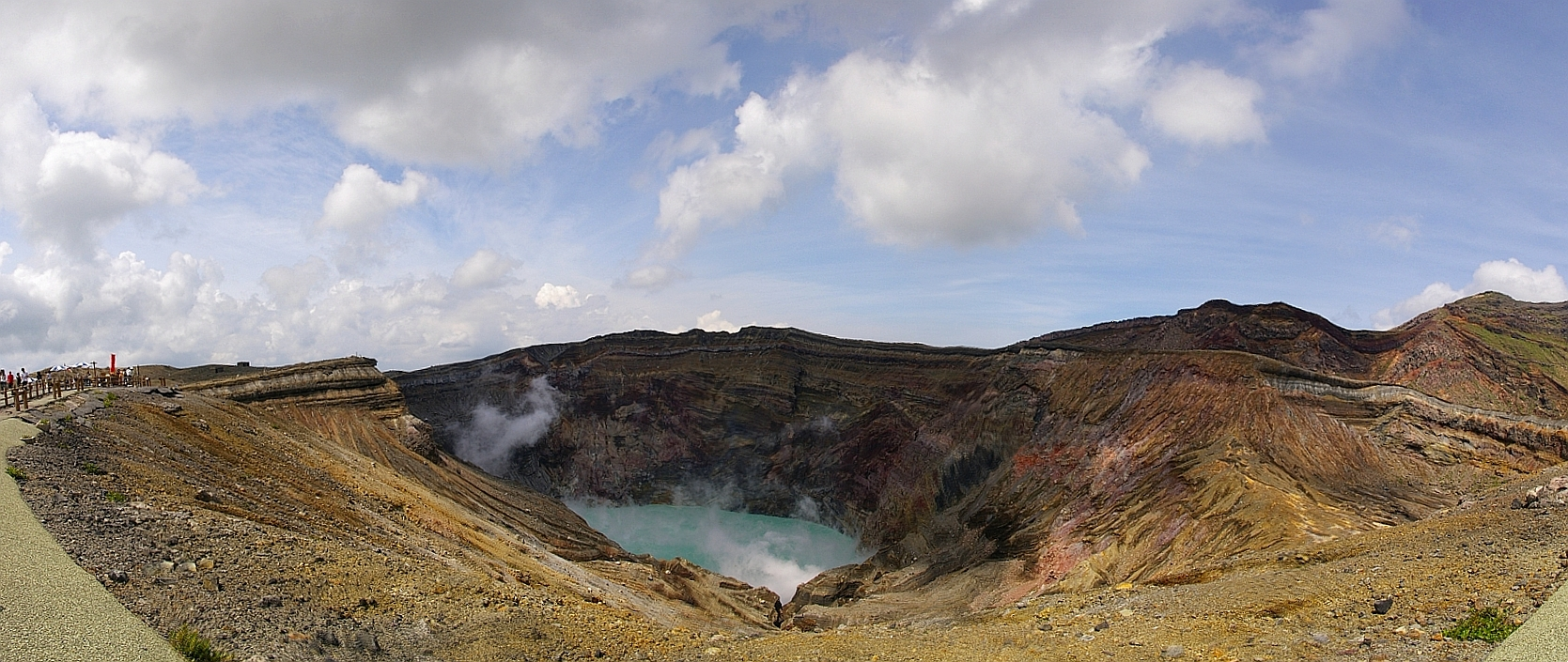
Zone touristique au bord du cratère actif du Nakadake, mont Aso.

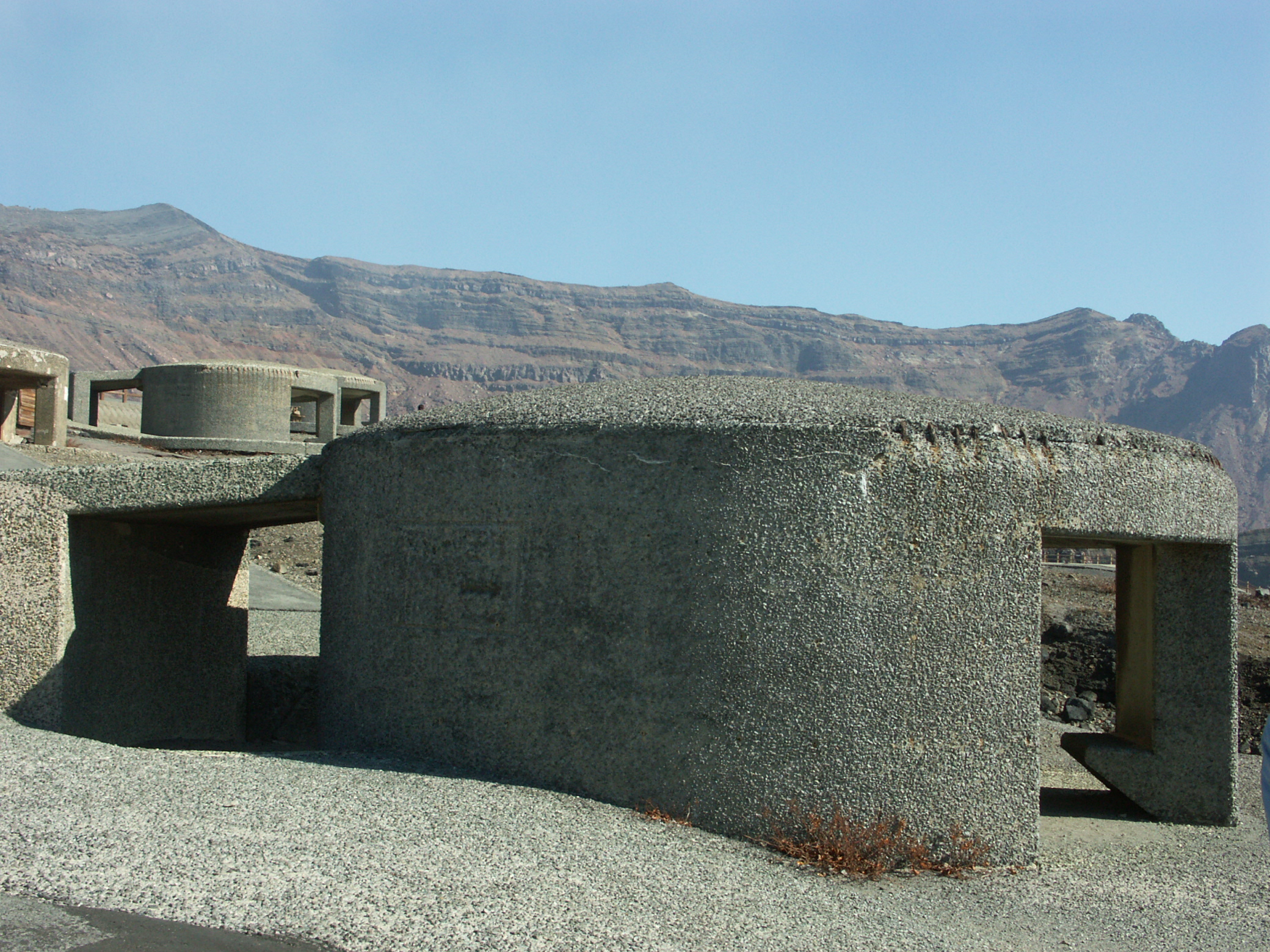
Les bunkers de protection du mont Aso.

Le mont Aso est une zone accessible et touristique (route à péage, téléphérique, zones thermales, etc.). Ceci fait de lui un volcan assez dangereux car il accueille de nombreux visiteurs qui, parfois, sont blessés, voire tués par des émanations gazeuses sulfurées ou des retombées de projections (bombes, blocs).
Le danger est aussi lié au fait que le cratère renferme généralement un lac, favorisant ainsi les explosions phréatiques et les éruptions phréatomagmatiques.
Depuis les années 1990, des bunkers en béton ont été installés aux alentours du cratère pour permettre aux personnes de se mettre à l'abri des projections en cas d'éruptions. Mais comme cela ne suffisait pas (7 morts et 70 blessés par intoxication aux gaz sulfureux en 1997), l'accès est interdit au public en cas d'éruption jusqu'à un kilomètre du cratère.

## Philatélie
Ce volcan est représenté sur des timbres émis par le Japon en 1939, 1965 et 1970, ainsi que par la Grenade en 2002.